# Divadlo Radost
Divadlo Radost, sídlící v Brně mezi ulicemi Bratislavská a Cejl, zahájilo svoji profesionální činnost roku 1947, a to pod vedením Vladimíra Matouška. Od léta 2020 je ředitelem divadla Pavel Hubička.

## Historie

### Počátky divadla
Za vznikem Divadla Radost stojí významný loutkářský režisér Vladimír Matoušek. První divadlo tohoto názvu založil v roce 1927 v Břeclavi, kde divadlo fungovalo až do roku 1938. Když nacistická vojska obsadila pohraničí, přesunul se Vladimír Matoušek do Zlína, kde roku 1940 založil druhou Radost. Po druhé světové válce, v září roku 1945, oslovil vedoucí odboru estetické výchovy Výzkumného ústavu pedagogického v Brně Dr. František Tenčík Vladimíra Matouška s nabídkou založit a vést v Brně loutkové divadlo. V přestavěném kině Urania byl 4. října 1947 zahájen poloprofesionální provoz divadla, a to inscenací národní pohádky Dlouhý, Široký, Bystrozraký v úpravě Karla Tkáče, režii Vladimíra Matouška, výpravě Jarmily Majerové a s hudbou vybranou z gramofonových desek Jaroslavem Pokorným. V rolích se střídali studenti gymnázia a brněnské konzervatoře. Významnou inscenací dvouletého poloprofesionálního období byli Karafiátovi Broučci. V této době padl návrh udělat z Radosti jednu z prvních českých profesionálních loutkových scén.
Vladimír Matoušek budoval moderní dramaturgickou linii, reprezentovanou inscenacemi Labutího prince Václava Renče, Aladinovou kouzelnou lampou Vladimíra Simanova, Třemi tlouštíky Jurije Oleša aj. Již v prvním období své činnosti byla Radost rovnocenným partnerem pražských divadel a byla vzorem pro ostatní loutková divadla.
Premiérou veselohry Václava Renče Medvěd Fuňa, na námět ruské lidové pohádky, zahájila Radost pod názvem Krajské oblastní loutkové divadlo 25. října 1949 profesionální činnost jako pobočka Ústředního loutkového divadla v Praze.

### 50. léta
Hned 1. ledna 1951 převzal provoz Radosti Krajský národní výbor, který se v průběhu dalších čtyřiceti let několikrát vystřídal v provozování divadla s Městským národním výborem.
Vedením dvanáctičlenného souboru, v němž od počátku působili např. Zora Bílková-Matoušková, Jaroslav Lukeš, Růžena Kolářová, režisér a herec Josef Kaláb, byl pověřen Vladimír Matoušek, hlavní výtvarnicí byla Jarmila Majerová. Krátce na to byli angažováni mj. Mirko Matoušek, Marcel Halouzka, Jitka Kalábová a výtvarník (také znamenitý technolog) Karel Hlavatý.
I přes to, že divadlo bylo na profesionální úrovni teprve krátkou dobu, úspěchy se dostavily již v první sezóně. V každoročních celostátních soutěžích Divadelní žatvy získala Radost 1. cenu v kategorii loutkových divadel, dramaturg Vladimír Matoušek 1. cenu, režisér Josef Kaláb 2. cenu a herečky Zora Bílková a Jarmila Svobodová čestné uznání. V dalším ročníku pak divadlo získalo diplom a Zora Bílková stříbrný odznak.
Divadlo Radost usilovalo od počátku o vlastní dramaturgický a inscenační profil. Nejprve se pracovalo převážně s marionetami, avšak s nástupem dua Kaláb-Majerová docházelo ke střídání a prolínání technik. Postupně přibyly inscenace hrané spodovými loutkami. Na jevišti se tak začaly objevovat maňásci i javajky.
Důležitou součástí divadla byl živý orchestr, jediný v loutkových divadlech té doby. Vedoucím orchestru byl Alois Šebestík, autor veškeré scénické hudby. Sedmičlenný orchestr doplňovali hudebně zdatní herci.
30. dubna 1953 odešel Vladimír Matoušek z funkce ředitele a dramaturga do Hradce Králové, kde založil své čtvrté loutkové divadlo, známé později jako divadlo Drak. Prozatímním ředitelem Radosti se stal na několik měsíců Josef Kaláb, kterého pak 16. ledna 1954 nahradila Františka Kainarová. Josef Kaláb se stal uměleckým šéfem, režisérem a dramaturgem.
Pilířem divadla se stalo kvarteto Kaláb-Majerová-Hlavatý-Šebestík. Všichni byli autory většiny inscenací té doby. Některé inscenace z konce padesátých let se staly neodmyslitelnou součástí dějin českého loutkového divadla, např. Kainarova Zlatovláska – 1953 a 1957, Borisové Tajemství zlatého klíčku – 1955 nebo Sojkův Brokát, princ z pohádky – 1958).
V tomto období také divadlo absolvovalo první velké zahraniční zájezdy (1956 Vietnam a Mongolsko, 1958-1958 Indie, Ceylon, Indonésie, Kambodža a Egypt), Světový festival mládeže a studentstva v Moskvě 1957, spojené s mimořádným diváckým ohlasem, oceněními a úspěchy (založení první moderní loutkářské skupiny ve Vietnamu). Hrály se běžné inscenace tlumočené vypravěčem do místního jazyka.

### 60. léta
Prvním pokusem o moderní lyrickou polohu se stala inscenace Strejček Strach Miroslava Zelenky (premiéra 13. 2. 1960). V duchu této nové linie vznikly i další, především Bártkovy, texty – Signály z Karakatu, Dnes v noci zázraky, Velké střetnutí aj. Vrcholem této linie se stala hra v Kalábově úpravě Tři volavčí pera Františka Pavlíčka.
Nepřijetí nové linie kritickou veřejností, rozpory mezi vedením divadla, uměleckým šéfem a souborem vedly k rozpadu původní sestavy divadla. Do roku 1964 odešla Jarmila Majerová, Karel Hlavatý, ředitelka Františka Kainarová, Josef Kaláb. Odešla i většina herců a zanikl i orchestr. Z původní sestavy zůstali pouze čtyři lidé.
Na pozici ředitele nastupuje František Sokol, dramaturgie a režie se ujal Jiří Jaroš. Jaroš rozvíjel Kalábův lyrický inscenační rukopis novými podněty a technikami (divadlo masek, pantomima, černé divadlo). Postupně byli angažováni absolventi loutkářské katedry DAMU (např. výtvarníci Ilda a Jiří Pitrovi, herci Anděla a Ján Čisárikovi, Josef Borek, Vratislav Schilder, Světlana Bouzková, spolu s talentovaným - původně amatérským loutkářem Karlem Karasem). Mezi další významné členy téhle doby patří Mirko Matoušek (syn zakladatele Vladimíra Matouška), Marcel Halouzka nebo František Hruška.
Jarošovou ambicí byla i spolupráce s uznávanými herci. Ve Slovenských pohádkách vystoupila v roli vypravěčky Jarmila Urbánková, v Měsíční víle Ladislav Pešek, Josef Somr, Jiří Adamíra a další.
Během svého působení v Radosti uvedl Jaroš čtrnáct svých premiér, z toho tři inscenace vlastních textů, jednu vlastní dramatizaci a řadu dramaturgických úprav. K vrcholům jeho tvorby patří Kainarova Zlatovláska s neobvykle řešeným prostorem od Jiřího Pitra a s hudbou Zdeňka Pololáníka, kterou nahrál orchestr Gustava Broma. Inscenace Radosti se stávaly komediálnější, dravější a akčnější.
V roce 1968 odešel zpět do Liberce ředitel František Sokol a Jiří Jaroš se přesunul režírovat do Prahy a Kladna.
Roku 1969 se uskutečnil historicky první konkurz na místo ředitele Divadla Radost. V něm zvítězil Ladislav Štancl, který měl zkušenosti ze satirického divadla Večerní Brno a 1. srpna se stal oficiálně ředitelem. Do Radosti přivedl čerstvého absolventa loutkářské katedry Pavla Vašíčka, který se stal dramaturgem a režisérem divadla.

### 70. léta
Pavel Vašíček už svou první inscenací Brdečkova Žita kouzelníka (premiéra 20. 3. 1970) formuloval program magického realismu. Tato inscenace se stala nevyhlášeným vítězem Skupovy Plzně roku 1970. Vašíček v inscenacích zúročil veškerý dosavadní umělecký potenciál souboru: kultivovanost, lyričnost, ale i smysl pro humor - to vše spojené s dokonalou animací loutky.
Vašíček přišel s řadou dramaturgických novinek. První z nich bylo nové pojetí tzv. mateřinek: hry pro děti, které se hrály přímo v hernách mateřských škol. Vzniklo tak pásmo Zlatá rybička a modrý květ (premiéra 8. 5. 1974) nebo Špalíček Františka Hrubína (premiéra 17. 11. 1979). Druhou průlomovou novinkou bylo uvádění večerních představení pro dospělé. Největšího úspěchu dosáhli Ghelderodeho Slepci a Dürenmattův Dvojník (premiéra 26. 3. 1971). Dalšími inscenacemi byly Neotesané loutky (Lorca), Prsy Tirésiovy (Apollinaire) a Vančurovo Rozmarné léto (premiéra 2. 12. 1978). Pozoruhodný byl i Vašíčkův pokus o loutkovou operu pro děti Můj deštník je jako balón.
Ladislav Štancl navázal na zahraniční cesty z 50. let a vyjel s divadlem do Polska (1971, 1972 a 1975) a do Latinské Ameriky (1977). V roce 1979 vyjela Radost do Itálie, avšak již bez Štancla, který Radost v roce 1978 opustil. Pavel Vašíček odešel z Radosti o rok později.

### 80. léta
Na začátku 80. let minulého století hledalo Loutkové divadlo Radost svou tvář. Do nové dekády vstoupila s ředitelem Vratislavem Schilderem a dalšími tvůrci. Posilou se stala Zoja Mikotová, která v průběhu 80. let nastudovala například inscenace: Princ a chuďas (1982), O pejskovi a kočičce (1986), Pohádky o Budulínkovi (1987) a Ostrov pokladů (1990). Dále se na tvůrčí spolupráci v 80. letech podíleli například režisér Karel Brožek s dramaturgem Pavlem Aujezdským, kteří spolupracovali na inscenaci Otevírání studánek (Bohuslav Martinů) uváděné společně s pásmem Balada z moravské lidové epiky (1980).
Divadlo se nadále zaměřovalo na hudební a výtvarnou složku inscenací a jejich metaforičnost (hlavně režisér Karel Brožek a výtvarnice Anna Cigánová). Dramaturgové se snažili věnovat svoji pozornost hlavně menším divákům, co nejvíce je zaujmout a podpořit jejich fantazii, a to hlavně prostřednictvím inscenování pohádek (Pohádky na draka – 1982, Princezna s ozvěnou – 1981, Cirkus Pepík - 1981). ). Na této části se podstatnou měrou podílel výtvarník Jaroslav Milfajt, který do divadla přišel v roce 1984.
Po příchodu absolventů z DAMU (režiséra Petra Kracika a výtvarníka Jaroslava Milfajta) v roce 1984, nastala viditelná změna v repertoáru, zejména v poměru her pro mladší a starší diváky. Začal se inscenovat například Ibsen (Císař Peer Gynt, 1985) i Puškin (O carevičce a sedmi bohatýrech, 1986), uveden byl také Molièrův Don Juan (1988). Nakonec však Petr Kracik musel nastoupit vojenskou službu, po jejímž skončení spolupráci s Loutkovým divadlem Radost ukončil a přešel do Divadla E. F. Buriana. V divadle také hostovalo mnoho dalších režisérů, například Pavel Polák, Pavel Vašíček, Jiří Středa, Zdeněk Kaloč a další. 
V letech 1988 – 1990 bylo divadlo připojeno k administrativnímu komplexu „Brněnská divadla“ skládajícímu se ze tří brněnských divadel, v jejichž čele stál jeden ředitel. Každé z divadel vedl jiný umělecký šéf a z hlediska umělecké činnosti na sobě nebyla nezávislá.

### 90. léta
Poté, co mezi sebou ukončila spolupráci „Brněnská divadla“, zastávala po několik měsíců v roce 1990 post ředitelky dramaturgyně Eva Janěková. Na její místo poté nastoupil Lukáš Válka. Do divadla byla přijata mladší generace absolventů herectví pro doplnění a omlazení souboru.
V roce 1994 přichází do Radosti režisér Vlastimil Peška, který rozvíjí program repertoáru pro všechny věkové kategorie.Dramaturgii orientuje na adaptace klasických pohádek pro nejmenší, klíčových děl české i světové literatury a vlastní dramatickou tvorbu. Zaměřuje se na hravost, scénickou hudbu a bohatou popisnou výtvarnou složku.Za příklad mohou sloužit inscenace  Psaníčka na cestách (1993), Kašpárek čaruje (1994), Husovické Betlém (1997) a Královna koloběžka (1999). Peška nezanedbával ani starší věkové kategorie, pro něž připravil např. Staré pověsti české (Jirásek) s živou hudbou.Ve shodě se svým programem hudebně-zábavního divadla konstituoval Vlastimil Peška soubor pěvecky a instrumentálně dobře disponovaný a schopný zvládnout širokou škálu výrazových prostředků. Dále se na repertoáru objevila scénická koláž Cvokstory aneb CvoXX.st.ory, určená převážně dospělým divákům.
90. léta jsou pro divadlo přelomová hlavně z důvodu přestavby, která začala v roce 1999. V tomto roce se také slavilo 50. výročí založení Divadla Radost.

### 2000 - 2009
Rekonstrukce loutkového divadla Radost se již nedala odkládat z důvodu havarijního stavu budov. Byla rozdělena na tři etapy vzhledem k problematickému financování. První započala v roce 2000.
Během přestavby se divadlo přestěhovalo do Divadla Bolka Polívky. Mahenova činohra zase propůjčila Radosti zkušebny. V sobotu 24. 11. byla dokončena I. etapa rekonstrukce, při této příležitosti byl zahájen V. ročník festivalu Radosti inscenaci Psaníčka na cestách.
Vlastimil Peška systematicky buduje koncept hudebního divadla. Součástí repertoáru této dekády se stala například komická opera Princezna Sylvestrie aneb Zápas o nevěstu (2004), muzikál Malované na skle (2008) nebo Beatles aneb Žlutá ponorka (2008).

### 2010 - současnost
V roce 2011 měla premiéru inscenace Tři pohádky pro rošťáky, v roce 2012 byla zinscenována komedie Limonádový Joe. V nově vzniklém Muzeu loutek je v současnosti uchováváno 5-10 těch nejlépe provedených výprav.
Od roku 2013 se divadlo soustřeďuje na oživení pohádek pomocí přidání alternativnějších prvků do známých příběhů. Do inscenací jsou přidávány písně, žonglování, atp. Tyto postupy lze najít v pohádce O Malence v režii režisérky Zoji Mikotové uvedenou v netradičním prostoru Muzea loutek. Následovalo Za devatero horami režisérky Janky Ryšánek Schmiedové a adaptace knihy Bylo nás pět. Dále divadlo uvedlo mírně alternativní večerníčkovou pohádku Mach a Šebestová. Již potřetí byla obnovena premiéra O perníkové chaloupce, tentokrát byl k názvu přidán dovětek „Jenom jako“. Byla připravována nonverbální inscenace Komix, která měla zahrnovat žonglování, tanec a bohatou hudební složku. Tato inscenace ale nakonec nebyla realizována.
V roce 2014 měla premiéru Kouzelná flétna, která je podle Pešky inscenací pro celou rodinu. Následovala inscenace O Líné Babičce podle knihy Aleny Kastnerové, či Krkonošské pohádky v režii Janka Ryšánek Schmiedtové.
V listopadu 2014 se uskutečnil Festival Radosti k 65. výročí založení Loutkového divadla Radost.
Novinkou v roce 2016 bylo „Divadlo pro mimina Kao a Maki“. Tato inscenace se zaměřila na děti do tří let. V tomto roce byla uvedena i jedna česká klasická hra Strakonický dudák v režii Vlastimila Pešky a ve výpravě Sylvy Zimuly Hanákové. Byl také obnoven Festival Radosti, jelikož Divadelní svět Brno (kterého se každoročně Radost účastní) se podle Pešky ubírá příliš progresivním směrem, který uměleckému směřování divadla nevyhovuje. Festival se začal více zaměřovat na interaktivní činnosti pro děti, konkrétně prostřednictvím workshopu s názvem „Udělej si loutku sám“.
V roce 2017 měly premiéru Veselé paničky Windsorské, Špalíček veršů a pohádek (režírovaný Michalem Sopuchem) a Budulínek z hudebky aneb Lišky nemají rády smetanu.

### Spory o směřování divadla
V roce 2015 byl Vlastmil Peška nařčen z rasismu na základě svého projevu před výběrovou komisí a tehdejší náměstek primátora pro kulturu Matěj Hollan jej z tohoto důvodu chtěl z pozice ředitele odvolat. Někteří zaměstnanci divadla sepsali proti sesazení Vlastimila Peška petici. Na Facebooku vznikla stránka „Vše o kauze: volba ředitele Divadla Radost“. O ředitelský post se ve výběrovém řízení ucházel také Tomáš Pavčík, který nakonec těsný souboj se třemi hlasy prohrál (Peška získal hlasy čtyři). Matěj Hollan oznámil, že Peška bude zastávat pozici ředitele pouze jeden rok. Situace se však vyvinula jinak. Po setkání Vlastimila Pešky s primátorem Petrem Vokřálem byla Peškovi prodloužena smlouva na dobu neurčitou. Zároveň byla podepsána smlouva o spolupráci mezi Divadlem Radost a romským střediskem Drom. Peška ji podepsal mimo jiné také proto, aby vyvrátil nařčení z rasismu..
I přes spory ve vedení v roce 2015 uvedlo Divadlo Radost několik úspěšných premiér. Například inscenace Malý Princ režírovaná Zdeňkem Černínem, Hadrián z Římsů nebo Jak pejsek a kočička chystali Vánoce. 

## Prostory divadla

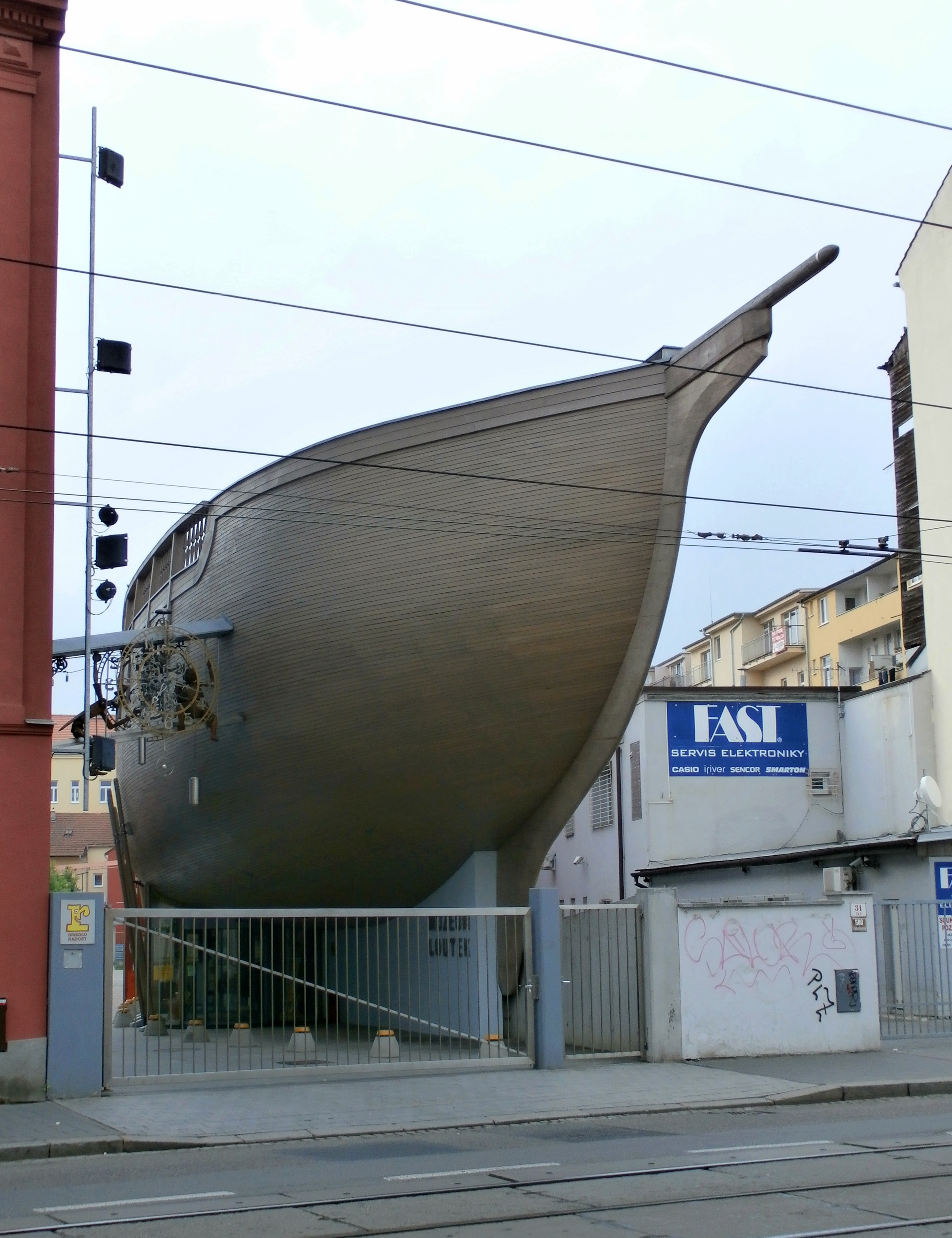
Muzeum loutek, pohled z Cejlu

V září roku 1945 byla zahájena přestavba budovy kina Orania na ulici Bratislavská 32, aby odpovídala potřebám loutkově-divadelního provozu. Jeviště bylo vystavěno speciálně pro marionety, s přední a zadní vodící lávkou. Ostatní prostory zůstaly nezměněny. Chyběla jak jevištní technika, tak šatny pro herce, kteří se převlékali přímo za jevištěm.
K první velké přestavbě budovy došlo v polovině padesátých let. Byl vybudován celý trakt jeviště s přilehlým zákulisím, šatnami a kancelářemi. Nově vybudované jeviště podle koncepce Karla Hlavatého patřilo k nejmodernějším ve střední Evropě. Divadlo se rozrostlo o nově postavenou kulisárnu, budovu dvorního traktu a komplex tří sousedících budov.
Do osmdesátých let spadají snahy získat pro divadlo novou budovu. Konkrétně šlo o prostory chátrajícího františkánského kláštera v centru města. Přes veškeré snahy, které pokračovaly i v devadesátých letech, se tento záměr uskutečnit nepodařilo.
Poslední rozsáhlá přestavba všech prostor divadla začala v roce 2000, kdy byla zahájena první etapa ze tří. Cíl postupné přestavby byl vybudovat v Brně skutečně moderní divadlo pro děti, mládež i dospělé, s několika variantami hracích prostor (nově vznikla Malá scéna a Letní scéna), se zázemím pro herce, vyhovujícími provozními prostory, s možností ubytování nejen hostujících umělců - a mimo jiné také umožnit prezentaci loutek, uchovávaných v depozitáři divadla už od roku 1949. Právě slavnostní otevření Muzea loutek v roce 2011 završilo rozsáhlou a dlouhotrvající rekonstrukci prostor divadla.